# Beatles '65
Beatles '65 je sedmi studijski album skupine The Beatles, ki je izšel v ZDA in peti album Beatlesov, ki je izšel pri založbi Capitol. Album je prav tako izšel v Nemčiji pri založbi Odeon. 

## Glasba
Beatles '65 vsebuje osem skladb z albuma Beatles for Sale (»No Reply«, »I'm a Loser«, »Baby's in Black«, »Rock and Roll Music«, »I'll Follow the Sun«, »Mr. Moonlight«, »Honey Don't« in »Everybody's Trying to Be My Baby«, ostale skladbe s tega albuma so izšle na albumu Beatles VI). Album vsebuje tudi skladbo »I'll Be Back« z albuma A Hard Day's Night in singl »I Feel Fine«/»She's a Woman«. Vse skladbe razen »Rock and Roll Music«, »Mr. Moonlight«, »Honey Don't« in »Everybody's Trying to Be My Baby« sta skupaj napisala John Lennon in Paul McCartney.

## Seznam skladb
Vse pesmi je napisal in uglasbil dvojec Lennon–McCartney, razen kjer je posebej napisano.
| Stran 1 | Stran 1                             | Stran 1 |
| Št.     | Naslov                              | Dolžina |
| ------- | ----------------------------------- | ------- |
| 1.      | „No Reply‟                          | 2:15    |
| 2.      | „I'm a Loser‟                       | 2:31    |
| 3.      | „Baby's in Black‟                   | 2:02    |
| 4.      | „Rock and Roll Music‟ (Chuck Berry) | 2:32    |
| 5.      | „I'll Follow the Sun‟               | 1:46    |
| 6.      | „Mr. Moonlight‟ (Roy Lee Johnson)   | 2:35    |

| Stran 2 | Stran 2                                           | Stran 2 |
| Št.     | Naslov                                            | Dolžina |
| ------- | ------------------------------------------------- | ------- |
| 1.      | „Honey Don't‟ (Carl Perkins)                      | 2:56    |
| 2.      | „I'll Be Back‟                                    | 2:22    |
| 3.      | „She's a Woman‟                                   | 2:57    |
| 4.      | „I Feel Fine‟                                     | 2:20    |
| 5.      | „Everybody's Trying to Be My Baby‟ (Carl Perkins) | 2:24    |

## Zasedba
The Beatles
- John Lennon – vokal, kitara, orglice
- Paul McCartney – vokal, bas kitara, Hammond orgle pri »Mr. Moonlight«
- George Harrison – vokal, kitara
- Ringo Starr – bobni, tolkala, vokal

Dodatni glasbeniki
- George Martin – klavir